# Jarrell Brantley
Jarrell Isaiah Brantley (ur. 7 czerwca 1996 w Charleston) – amerykański koszykarz, występujący na pozycji silnego skrzydłowego.
W 2019 reprezentował Utah Jazz podczas rozgrywek letniej ligi NBA w Las Vegas i Salt Lake City.
15 września 2021 został zwolniony przez Utah Jazz.

## Osiągnięcia
Stan na 20 września 2021, na podstawie, o ile nie zaznaczono inaczej.
NCAA
- Uczestnik:
  - turnieju NCAA (2018)
  - meczu gwiazd – NCAA Reese’s College All-Star Game (2019)
- Mistrz:
  - turnieju konferencji Colonial Athletic Association (CAA – 2018)
  - sezonu regularnego CAA (2018)
- Debiutant roku CAA (2016)
- Zaliczony do:
  - I składu:
    - CAA (2019)
    - defensywnego CAA (2017)
    - turnieju:
      - CAA (2017, 2018, 2019)
      - Portsmouth Invitational Tournament (2019)

    - debiutantów:
      - NCAA – Kyle Macy Freshmen All-America (2016 przez  CollegeInsider.com)
      - CAA (2016)

  - II składu CAA (2017, 2018)
  - III składu CAA (2016)

Indywidualne
- Zaliczony do I składu[4]:
  - G-League (2020)
  - debiutantów G-League (2020)